# Laurentides méridionales

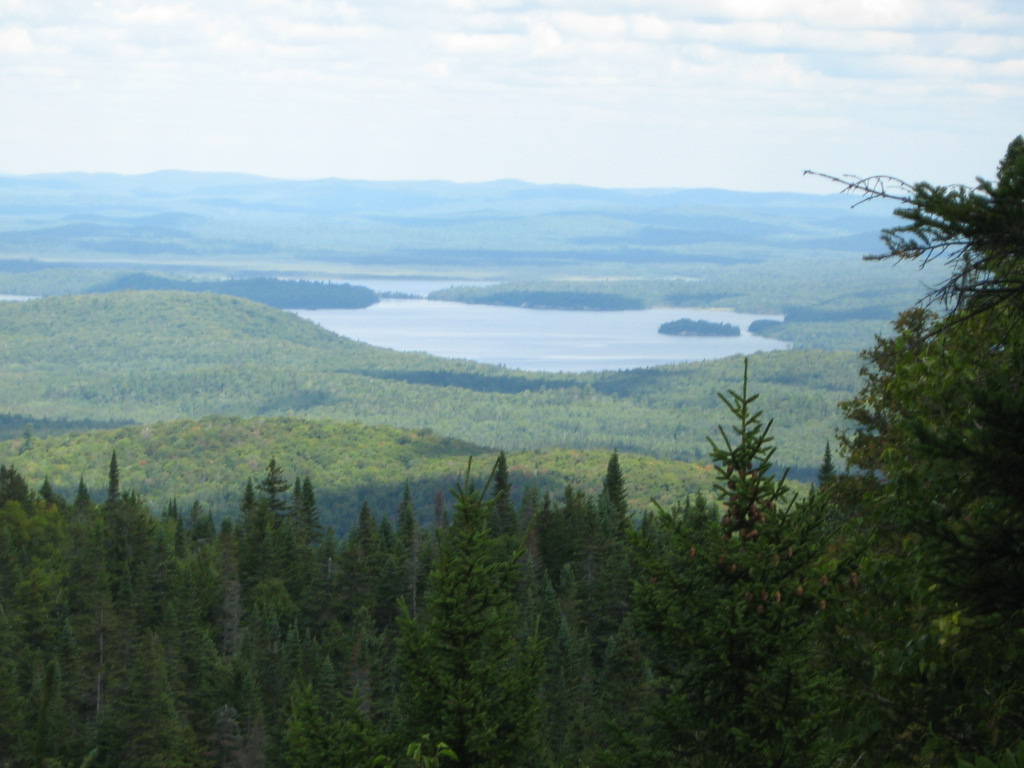
Paysage laurentien vu du Parc national du Mont-Tremblant

Les Laurentides méridionales sont une écorégion du Canada située entièrement dans la province de Québec.
Cette écorégion couvre un territoire de 163 000 km2 comprenant la chaîne de montagnes des Laurentides entre la rivière des Outaouais et la rivière Saguenay.

## Écorégion
Au niveau du cadre écologique du Canada, les Laurentides méridionales sont comprises dans l'écoprovince du Bouclier boréal méridional et de l'écozone du Bouclier boréal.

## Aires protégées
Environ 19,5 % du territoire de l'écorégion est protégé.  Parmi les principales aires protégées, on retrouve le parc de la Gatineau et le parc national de la Mauricie qui sont gérés par le gouvernement fédéral. Au niveau provincial, on y retrouve le parc national du Mont-Tremblant, le parc national de la Jacques-Cartier, le parc national des Grands-Jardins et le parc national des Hautes-Gorges-de-la-Rivière-Malbaie.